# Mentha gattefossei
Mentha gattefossei là một loài thực vật có hoa trong họ Hoa môi. Loài này được Maire mô tả khoa học đầu tiên năm 1922.

## Hình ảnh

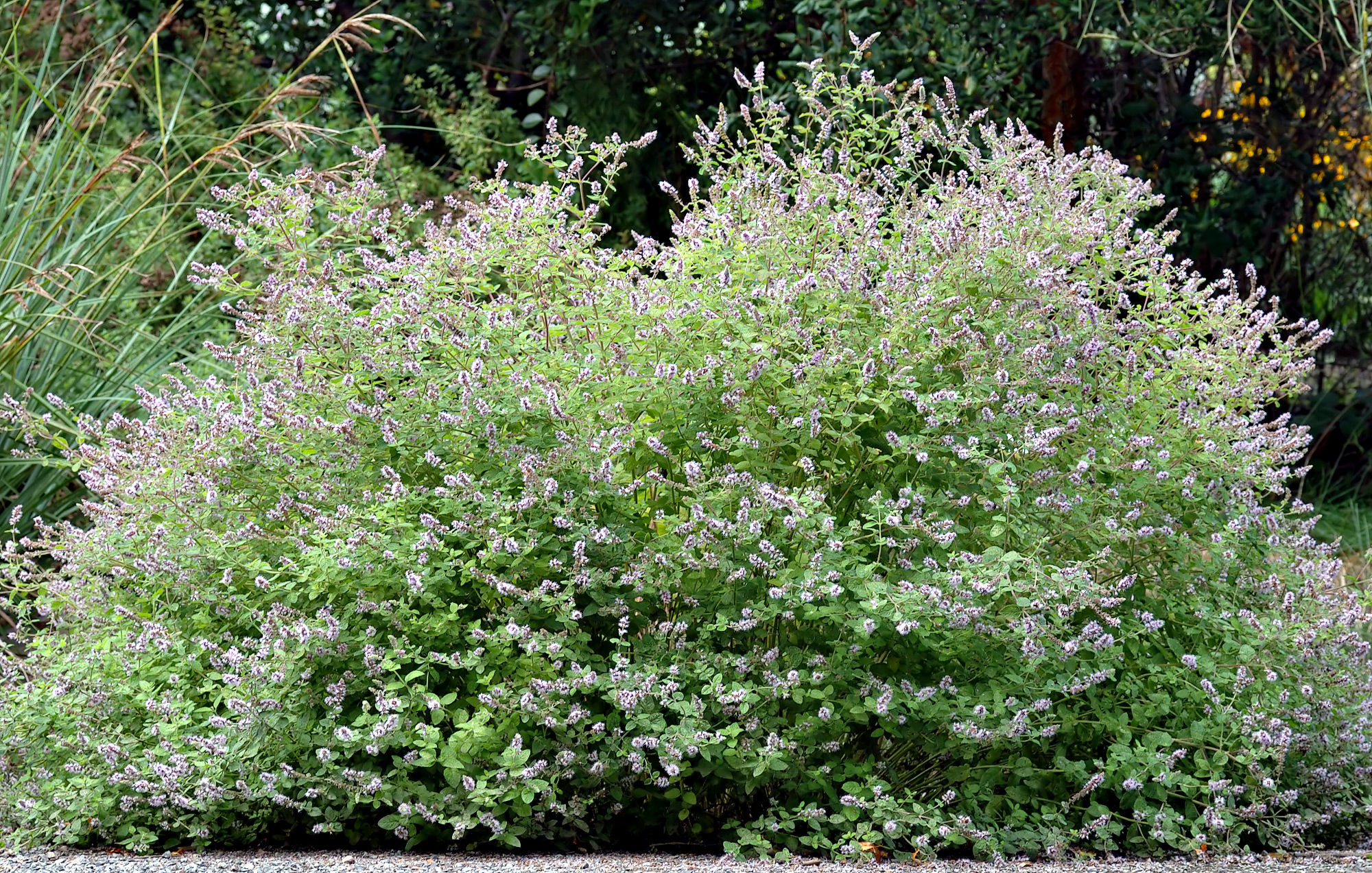
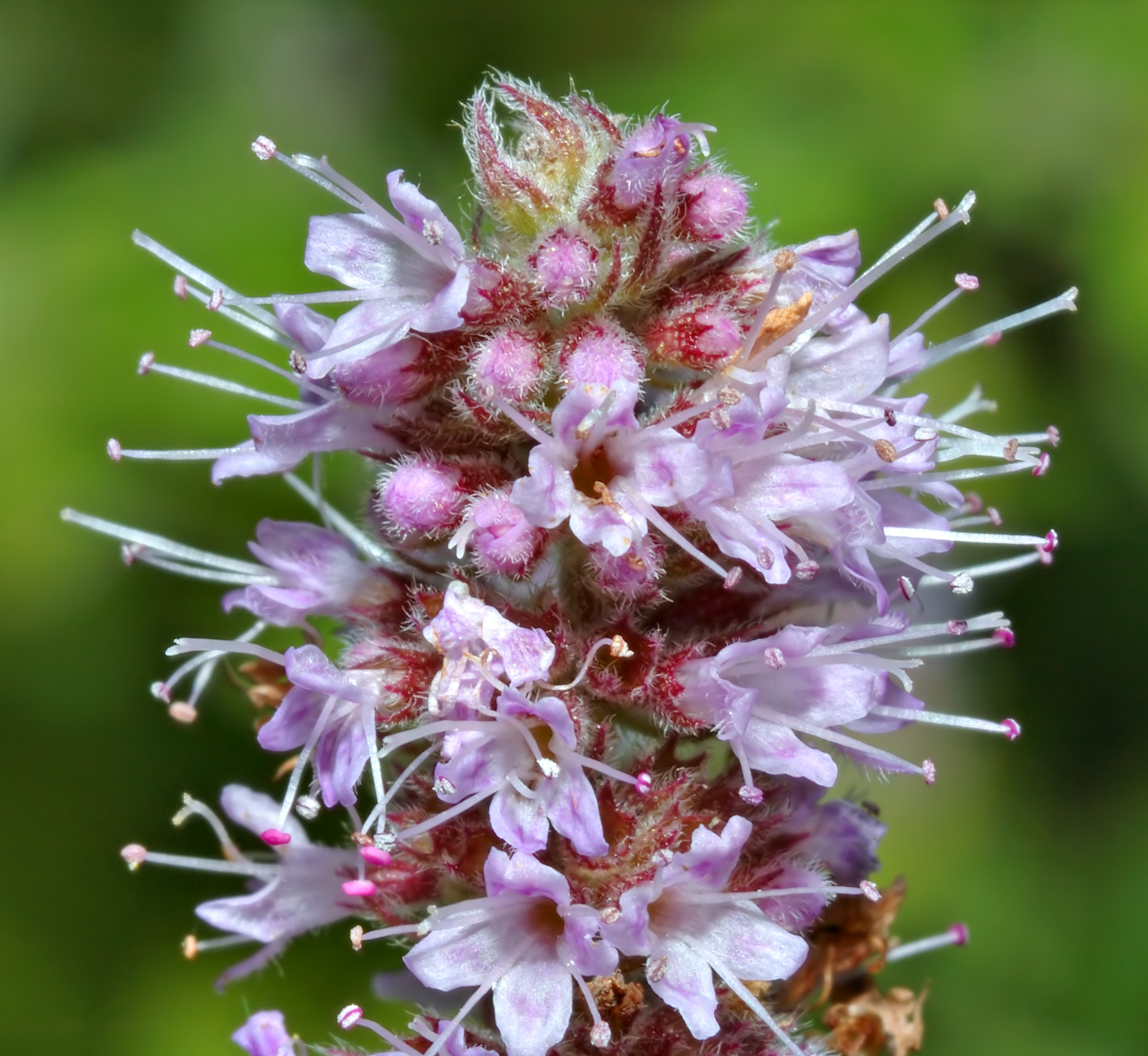